# باشگاه فوتبال گسترش فولاد سهند
باشگاه فوتبال گسترش فولاد سهند که سابقاً با نام گسترش فولاد نوین بناب شناخته می‌شد، یک باشگاه فوتبال ایرانی منحل شده‌است که مقر آن در شهر تبریز واقع بود. این تیم بعد از صعود به لیگ یک فوتبال ایران در فصل ۹۱-۹۲ حاضر نشد و امتیاز خود را به کاوه تهران واگذار کرد.

## نتایج
| فصل     | لیگ                       | جایگاه       | جام حذفی  | توضیح          |
| ------- | ------------------------- | ------------ | --------- | -------------- |
| ۱۳۸۹-۹۰ | لیگ دسته دوم فوتبال ایران | ۶اُم/گروه الف | غایب      |                |
| ۱۳۹۰-۹۱ | لیگ دسته دوم فوتبال ایران |              | مرحله دوم | صعود به لیگ یک |